# Hugh MacLean

Hugh McLean

Hugh MacLean (* 1879; † 3. September 1909 in Revere Beach) war ein US-amerikanischer Radrennfahrer.
1899 wurde Hugh MacLean bei den Bahn-Weltmeisterschaften in Montreal Vize-Weltmeister der Profi-Steher. In den folgenden Jahren fuhr er zahlreiche Steher- sowie Sechstagerennen in Nordamerika. 1907 gewann er das Sechstagerennen von Boston gemeinsam mit Floyd Krebs. Am 3. September 1909 starb MacLean, der sich auch als Box-Promoter betätigte, nach einem Trainingsunfall auf der Radrennbahn von Revere Beach.